# Comté de Roscommon (Michigan)
Pour l’article homonyme, voir Comté de Roscommon.
Le comté de Roscommon (Roscommon County en anglais) est dans le nord de la péninsule inférieure de l'État du Michigan. Son siège est à Roscommon. Selon le recensement de 2000, sa population est de 25 469 habitants. 

## Géographie
Le comté a une superficie de 1 484 km², dont 1 466 km² est de terre.

### Comtés adjacents
- Comté d'Oscoda (nord-est)
- Comté de Crawford (nord)
- Comté de Kalkaska (nord-ouest)
- Comté d'Ogemaw (est)
- Comté de Missaukee (ouest)
- Comté de Gladwin (sud-est)
- Comté de Clare (sud-ouest)